# La Grenadière
La Grenadière (транскр.  Ла гренадјер) је приповетка француског писца Онореа де Балзака из 1832. године. Објављена је у књижевном часопису Revue de Paris. Првобитно, у рукопису насловљена као Les Orphelins, приповетка је укључена у серијалу Студије о обичајима а потом у Сценама из провинциског живота. У Фурнеовом издању из 1842. године, текст се појављује у Сценама из приватног живота у оквиру циклуса Људска комедија. Радња приповетке је смештена је на имању Ла гренадјер и прати причу породице госпође Вилемсенс.

## Радња
Ла гренадјер је имање која гледа на реку Лоару у месту Сен-Сир-сур-Лоар близу Тура. Једног дана кућу изнајмљује жена по имену госпођа Вилемсенс, која ту долази са своја два млада сина, Лујем Гастоном и Маријем Гастоном, и старом служавком Анетом. Њена прошлост није објашњена. Госпођа Вилемсенс открива свом старијем сину, тринаестогодишњем Лују, да је смртно болесна. Породица затим проводи последње месеце њеног живота настојећи да уживају у заједничким тренуцима и идиличном окружењу. Луј се посвећује учењу, посебно математици, јер планира да се придружи морнарици како би обезбедио себе и свог брата.
На самртној постељи, госпођа Вилемсенс тражи од Луја да напише писмо њеном супругу, лорду Брендону у Енглеској, како би га обавестио о њеној смрти. Такође му оставља задатак да брине о свом млађем брату као отац и поверава му целокупну животну уштеђевину од 10000 франака. Луј објашњава да је већ одлучио да та средства уступи Анети, која ће се бринути о Марију док он похађа техничку школу у Туру. Након тога, Луј ће се придружити француској морнарици како би осигурао своју будућност. Госпођа Вилемсенс утешена Лујевом зрелошћу у последњим тренуцима пре своје смрти.

## Понављајући ликови
Мари Гастон као одрасла особа појављује се и као лик у роману Mémoires de deux jeunes mariées. У том роману сазнајемо о животима Луја и Марија као одраслим особама.

## Адаптација
Анимирани филм La Grenadière по мотивима ове приповетке објављен је 2006. године, у режији Кођија Фукаде. Филм комбинује сликарство са анимацијом.